# Bipp
"Bipp" (estilizado como "BIPP") é uma canção da personalidade escocesa, residente em Los Angeles, que trabalha em produção musical Sophie. Foi lançado como single em 17 de junho de 2013 pelo selo Numbers, acompanhada pelo lado B, "Elle". Após o lançamento, a música se tornou um sucesso de crítica, aparecendo em várias votações de singles de fim de ano e trazendo atenção inicial a Sophie.

## Recepção crítica
"Bipp" recebeu atenção dos críticos de música, liderando a lista de faixas de fim de ano da XLR8R e ficando na posição 17 na lista da Pitchfork. Pitchfork descreveu a faixa como "reorganizando batidas estampadas e dinâmicas de montanha-russa em favor de um design de som vigoroso e os ganchos pegajosos", e mais tarde classificou "Bipp" na posição 56 em sua lista das melhores faixas de 2010–2014. Resident Advisor descreveu a faixa como "molhada e escorregadia", e elogiou seu vocal agudo, afirmando que "Bipp" pega um dispositivo cansado e o revitaliza por pura insistência. o lado B "Elle" apresenta ritmo e sintetizadores mais caóticos, o que atraiu comparações com TNGHT e Rustie.

## Faixas e formatos
Single 12"
1. "Bipp" – 3:44
2. "Elle" – 3:44

Download digital e streaming
1. "Bipp" – 3:01
2. "Elle" – 3:44

## Créditos e pessoal
- Sophie – produção, composição